# Meioză

Schema generală a meiozei, fiind reprezentată și interfaza

Meioza este tipul de diviziune celulară care permite formarea celulelor reproducătoare. Ea se desfășoară în organele reproducătoare, în celulele germinale, și se finalizează cu formarea celulelor reproducătoare asexuate (spori) sau sexuate (gameți). 
Meioza se desfășoară în două faze: o primă fază reducțională (meioza I), urmată de o fază ecvațională (sau ecuațională, meioza II).

## Etape

### Etapa reducțională
Etapa reducțională este numită și meioza I. Din celula-mamă (ce contine 2n cromozomi bicromatidici) rezultă două celule haploide (cu n cromozomi bicromatidici), numărul cromozomilor devenind jumătate din cel al celulei-mamă. Etapa reducțională constă din patru faze: profaza, metafaza, anafaza, respectiv telofaza.
- Profaza: devin vizibili cromozomii prin condensarea cromatinei. Cromozomii omologi se apropie și se asociază, formând perechi de cromozomi omologi numite bivalenți. Deoarece fiecare pereche de cromozomi omologi are patru cromatide, aceste structuri se numesc și tetrade cromatidiene. Asocierea cromozomilor perechi face posibil schimbul reciproc de material genetic între cromozomii omologi la nivelul chiasmelor, schimb numit recombinare genetică intracromozomală sau crossing-over. De asemenea, se dezorganizează membrana nucleară și se formează fusul de diviziune.

Profaza I are următoarele subfaze: 
1. Leptoten (lepton = subtire; nema= fir)
2. Zigoten (zigosis = unire)
3. Pachiten (pachis = gros)
4. Diploten (diplos = dublu)
5. Diachineză (dia = divergent).

- Metafaza: cromozomii bicromatidici dispuși în tetrade sau bivalenți formează placa metafazică.

- Anafaza: se produce numai separarea cromozomilor perechi, nu și separarea cromatidelor, și începe migrarea lor spre polii fusului de diviziune. Astfel, fiecare cromozom bicromatidic dintr-o pereche migrează către unul din poli. Migrarea cromozomilor este aleatorie: fiecare din cromozomii de origine maternă sau paternă va migra spre unul din poli, în mod independent de migrarea celorlalți cromozomi. Astfel, la fiecare din poli se vor regăsi câte 23 (în cazul celulelor umane) de cromozomi bicromatidici, câte unul din fiecare pereche, cu origine fie maternă, fie paternă. Acest proces, ce asociază fenomenele de împerechere, schimb și apoi separare, este denumit recombinare genetică intercromozomală sau  „dansul cromozomilor”.

- Telofaza: în telofază cromozomii migrează spre poli, se despiralizează și se pregătesc de interfază, iar nucleul se reface progresiv.

### Etapa ecvațională
Etapa ecvațională (ecuațională), numită și meioza II sau diviziunea homeotipică, este mai puțin spectaculoasă și se desfășoară ca o mitoză obișnuită, concomitent în cele două diade. Și la această diviziune se deosebesc patru faze: profaza II, metafaza II, anafaza II și telofaza II.
- Profaza II. După scurta interfază în care cromozomii și-au pierdut individualitatea, aceștia încep să se individualizeze iarăși în citoplasmă căpătand, în general, aspectul de X sau Y. Urmează apoi apariția fusului de diviziune și dispariția membranei nucleare.

- Metafaza II. Cromozomii bicromatidici se asociază, la nivelul kinetocorilor, cu fibrele fusului de diviziune și migrează în regiunea ecuatorială a fusului de diviziune.

- Anafaza II. În această fază cromozomii din placa ecuatoriala se scindează în cele două cromatide, care devin cromozomii fii și care se deplasează către polii celulei.

- Telofaza II. Ajunși la poli, cromozomii suferă un proces de despiralizare și își pierd individualitatea. Se formează patru nuclei haploizi care, înconjurați de citoplasmă și, ulterior, de pereții celulari, devin patru celule haploide care alcătuiesc ceea ce se cheamă „tetrade”. Acestea vor forma gameții fără alte diviziuni, cum este cazul la animalele metazoare, sau vor suferi alte diviziuni mitotice pentru a se forma gameții, cum este cazul la plantele superioare.

## Importanță
Importanța meiozei constă în faptul că permite menținerea unui număr identic de cromozomi la descendenți comparativ cu părinții, deci permite păstrarea numărului de cromozomi caracteristici speciei de-a lungul generațiilor. În urma meiozei, dintr-o celulă diploidă se obțin câte patru celule haploide numite gameți; la speciile cu reproducere sexuată, un gamet masculin va fuziona cu unul feminin pentru a forma zigotul, reformând garnitura diploidă specifică a speciei. Diviziunea meiotică este un proces obligatoriu și necesar organismelor care se înmulțesc pe cale sexuală.